# Hartford Colonials temporada 2011
La temporada 2011 de Hartford Colonials fue la segunda en que participaría (tercera para la franquicia) ya que la primera temporada participó como New York Sentinels en la United Football League. La temporada anterior terminó en cuarto lugar con marca de 3-5.
Semanas antes del inicio de la temporada se confirmó que Hartford Colonials no participaría en la temporada 2011 y se realizó un draft suplementario para acomodar a 24 de sus jugadores en los otros 4 equipos de la liga.

## Draft
El Draft se llevó a cabo el 2 de mayo de 2011. Consistió en 10 rondas de selección para cada equipo.
| Ronda | Elección | Jugador         | Posición | College            |
| ----- | -------- | --------------- | -------- | ------------------ |
| 1     | 1        | Jerrod Johnson  | QB       | Texas A&M          |
| 2     | 6        | Kurt Quarterman | OG       | Louisville         |
| 3     | 11       | Cecil Newton    | C        | Tennessee State    |
| 4     | 16       | Ricky Henry     | OG       | Nebraska           |
| 4     | 20       | Brad Thorson    | OL       | Kansas             |
| 5     | 22       | Phillip Tanner  | RB       | Middle Tenn State  |
| 6     | 27       | Ervin Baldwin   | DE       | Michigan State     |
| 7     | 32       | Greg Smith      | TE       | Texas              |
| 8     | 37       | Colby Whitlock  | DT       | Texas Tech         |
| 9     | 42       | Jonathan Lewis  | DT       | Virginia Tech      |
| 10    | 47       | Keith Grennan   | DE       | Eastern Washington |

## Plantilla
Para los jugadores que ya se encontraban firmados con el equipo se realizara un Draft para acomodarlos en los otros equipos.

## Calendario
| Semana | Fecha                     | Hora Local | Rival                       | Resultado | Resultado | Estadio                   | Asistencia | TV       |
| Semana | Fecha                     | Hora Local | Rival                       | Marcador  | Marca     | Estadio                   | Asistencia | TV       |
| ------ | ------------------------- | ---------- | --------------------------- | --------- | --------- | ------------------------- | ---------- | -------- |
| 1      | Sábado, 13 de agosto      |            | @ Virginia Destroyers       |           |           | Virginia Beach Sportsplex |            |          |
| 2      | Descansa                  | Descansa   | Descansa                    | Descansa  | Descansa  | Descansa                  | Descansa   | Descansa |
| 3      | Sábado, 27 de agosto      |            | Sacramento Mountain Lions   |           |           | Rentschler Field          |            |          |
| 4      | Domingo, 4 de septiembre  |            | @ Las Vegas Locomotives     |           |           |                           |            |          |
| 5      | Sábado, 10 de septiembre  |            | Las Vegas Locomotives       |           |           | Rentschler Field          |            |          |
| 6      | Descansa                  | Descansa   | Descansa                    | Descansa  | Descansa  | Descansa                  | Descansa   | Descansa |
| 7      | Viernes, 23 de septiembre |            | Omaha Nighthawks            |           |           | Rentschler Field          |            |          |
| 8      | Sábado, 1 de octubre      |            | @ Sacramento Mountain Lions |           |           | Hornet Stadium            |            |          |
| 9      | Sábado, 8 de octubre      |            | Virginia Destroyers         |           |           | Rentschler Field          |            |          |
| 10     | Sábado, 15 de octubre     |            | @ Omaha Nighthawks          |           |           | TD Ameritrade Park Omaha  |            |          |